# Maurice de Guérin
Georges Maurice de Guérin, född 4 augusti 1810 i Andillac, död 19 juli 1839 i Andillac, var en fransk författare.

## Biografi
Guérin debuterade i olika tidskrifter under signaturen M och blev känd först efter sin död, då George Sand 1840 i Revue des deux mondes offentliggjorde hans stora prosadikt Le centaur, som väckte uppseende för sitt egenartade sätt att omskriva naturbesjälningen. Utom en senare upptäckt prosadikt, La bacchante, utgörs Guérins övriga vittra kvarlåtenskap huvudsakligen av brev och dagböcker. Hans Oeuvres utgavs i två band 1930 av Henri Clouard.
Kentauren ingår som nr. 3 i Palettens skriftserie utgiven 1952, där den tolkats av Teddy Brunius som även skrivit inledningen, och illustrerad av Bengt Kristenson. Den finns även översatt av Lars Jakobson i essän "På vilken strand vid vilket hav" i samlingen Effekter (2011)